# Championnat du Nicaragua de football 1961
Navigation
Saison précédente Saison suivante
La Primera División 1961 est la vingt-troisième édition de la première division nicaraguayenne.
Lors de ce tournoi, le La Nica FC a tenté de conserver son titre de champion du Nicaragua face aux meilleurs clubs nicaraguayens.

## Bilan du tournoi
| Tableau d'Honneur |                              |
| Compétition       | Vainqueur                    |
| Primera División  | Deportivo Santa Cecilia (en) |

| Promotions et relégations   |         |
| Relégué en Segunda División | Inconnu |
| Promu de Segunda División   | Inconnu |